# Micheil Džavachišvili
Micheil Džavachišvili, gruzínsky მიხეილ ჯავახიშვილი, rodným jménem Adamašvili (ადამაშვილი) (8. listopad 1880, Cerakvi – 30. září 1937, Tbilisi) byl gruzínský spisovatel. Stal se obětí Stalinovy Velké čistky roku 1937. Jeho dílo bylo pak dvacet let zakázáno. K nejznámějším patří novela Bílý límeček a román Kvači Kvačaliradze. Jméno Džavachišvili, které zvolil jako literární pseudonym, náleželo jeho šlechtickým předkům.

## Život
Studoval zahradnickou a vinařskou školu v Jaltě, ale musel opustit studia kvůli rodinné tragédii: lupiči přepadli a zabili jeho matku a sestru, navíc krátce nato zemřel jeho otec. Od roku 1901 tak pracoval v měděné huti v Kachetii. Roku 1903 publikoval první prózu. Následně uveřejnil série publicistických článků, v nichž kritizoval ruské carské orgány (Gruzie byla tehdy součástí Ruské říše). To vedlo k represím ze strany carské policie, kvůli nimž musel v roce 1906 odejít do exilu ve Francii. Zde studoval umění a politickou ekonomii na univerzitě v Paříži. Poté cestoval po světě (Švýcarsko, Velká Británie, Itálie, Belgie, USA, Německo a Turecko). Roku 1908 se tajně vrátil do vlasti, byl však zatčen a v roce 1910 vypovězen z Gruzie. Vrátil se v roce 1917 a po téměř patnácti letech se také vrátil k beletrii.
V roce 1921 vstoupil do Národně-demokratické strany Gruzie a byl v opozici vůči komunistické straně, která se ujala toho roku moci. V roce 1923 bolševici Národně-demokratickou stranu rozprášili, Džavachišvili byl zatčen a odsouzen k smrti. Na přímluvu gruzínského Svazu spisovatelů mu však byl trest smrti zmírněn. Nakonec byl propuštěn už po šesti měsících vězení. Uzavřel s novým režimem jakýsi kompromis, ale vztahy zůstaly napjaté.
V roce 1930 dostal znovu zákaz publikovat, když se nepohodl s předsedou gruzínského Svazu spisovatelů a lidovým komisařem pro vzdělávání Malakiou Torošelidzem. Po nástupu Lavrentije Beriji k moci byl zákaz zrušen a Džavachišvili na krátkou dobu získal přízeň mocných. Jeho román Arsena z Marabda byl v důsledku toho i zfilmován. Vyjít režimu vstříc se Džavachišvili snažil románem Qalis tvirti (ქალის ტვირთი) z roku 1936. Napsal ho v duchu socialistického realismu. Šlo o příběh revolucionářky, kterou její milenec, bolševik Zurab, přemluví, aby si vzala za muže carského důstojníka četnictva Avšarova a zabila ho. Tento román však autorovi paradoxně definitivně zlomil vaz. Sovětský ideolog Vladimir Ermilov ho tvrdě odsoudil a prohlásil, že znázorňuje bolševiky jako teroristy. Tehdy ztratil Džavachišvili Berijovu přízeň.
Začala se proti němu připravovat kampaň. Nejprve se objevilo podezření, že roku 1930 pomohl emigrovat spisovateli Grigolu Robakidzemu. Kampaň zesílila po vydání známé demaskující knihy André Gidea Návrat ze Sovětského svazu. Gide v knize odhalil stalinský teror a zároveň neopatrně pochválil některé gruzínské spisovatele, včetně Džavachišviliho. Tragická hra vyvrcholila 22. července 1937. Tehdy se v budově Svazu spisovatelů zastřelil básník Paolo Iašvili. Na následném zasedání Svazu byl jeho čin odsuzován jako protisovětská provokace. Džavachišvili jako jediný Iašviliho hájil a chválil básníkovu odvahu. O čtyři dny později, 26. července, předsednictvo gruzínského Svazu spisovatelů schválilo usnesení, v němž se pravilo: "Micheil Džavachišvili musí být jako nepřítel lidu, vyzvědač a diverzant vyloučen ze Svazu spisovatelů a fyzicky zničen." Jeho přátelé a kolegové, včetně těch, kteří již byli ve vězení, byli přinuceni svědčit proti Džavachišvilimu a „odhalovat ho“ jako kontrarevolucionáře a teroristu. Zatčen byl 14. srpna 1937. Byl mučen, a to za osobní účasti Beriji, bývalého ochránce. Dne 30. září 1937 byl zastřelen. Jeho majetek byl zkonfiskován a osobní archiv zničen. Jeho bratr byl rovněž zastřelen, žena poslána do vyhnanství.
Jeho texty nesměly vycházet až do pozdních 50. let, kdy byl po Chruščovově kritice Stalinovy politiky na XX. sjezdu KSSS rehabilitován.
Některé epizody z Džavachišviliho života využil režisér Tengiz Abuladze ve svém filmu Pokání (მონანიება) z roku 1984.